# 馬偉明 (設計師)
馬偉明（英語：Walter Ma Wai Ming，1951年8月28日—），香港時裝設計師及香港時裝設計師協會副主席。他於1970年代中期入行，曾獲得香港及國際時裝設計師大獎，是香港首個建立個人服裝設計品牌的設計師。馬偉明現時是馬偉明有限公司（Walter Ma & Co. Ltd.）的總監，專門製作常服和晚裝。設計風格上，他以舒適為基礎，擅長在簡樸服裝上加上精巧的配件或製作材料，配合不同的布料組合和剪裁來展現層次感與創意。

## 背景

### 早年生活
馬偉明早年在九龍油尖旺區的唐樓成長，有2姊3妹，父親經營冰室生意。馬偉明小時候常隨母親逛彌敦道的布匹行，對繪畫感興趣。他在1963年畢業於麗澤中學附屬小學。本來考入一間較好的中學，卻因為表哥的升中試成績不理想，於是接受表哥家人的建議，與表哥一同入讀博雅書院（位於深水埗達之路，陳樹渠紀念中學前身），作為照應。馬偉明在校時是一名文科生，既不精於演講、音樂等項目，運動方面又表現一般，而且學業成績普通，不喜歡讀書。中四階段由於生病，以致最後需要重讀1年。

### 事業發展
1969年中學畢業後，他到香港浸會大學修讀秘書管理學系文憑課程（1975年畢業），同時於晚間到香港時裝設計學院（昔日位於尖沙咀漆咸道）學習設計6個月（1975年畢業），後來再修讀遠東裁剪學校（位於漢口道）的裁剪文憑。而在香港時裝設計學院及遠東裁剪學校學藝期間，他獲兩位老師賞識，可以兼任該兩所學校的晚間設計課導師。在裁剪學校畢業之前，他被校方安排參與無綫電視節目《青春樂》，展示畢業作品。結果有「香港第一代時尚教父」之稱的唐書琨留意到電視節目介紹，便向馬偉明提出工作邀請，馬偉明如是前往應徵，並在唐書琨的設計工作室工作了8個月。往後開始自立門戶，1975年在家人暗中支持下，於尖沙咀柯士甸道太平館餐廳對面建立自家品牌店舖「Vee」，1980年進一步成立「馬偉明有限公司」。 
在1990年代末至2000年代初，馬偉明分別在上海、珠海及深圳三地設立其時裝品牌專門店。2000年代末，業務更拓展至新加坡及杜拜，推出的品牌包括「Gee」、「Front First」以及「Walter Ma」。獎項方面，馬偉明於1996年獲得「第二十七屆香港秋冬時裝節優異大獎」，翌年得到香港藝術發展獎「時裝設計師大獎」，1997年亦獲保時捷設計集團頒發（Porsche Design）創意動力大獎。直至2007年，他獲廣州《南方都市報》頒發「年度風尚國內服裝設計師」奬，2008年成為其中一位「香港傳藝節十大傑出設計師大獎」得主。
除了經營自家品牌之外，馬偉明也為舞台劇或演唱會如「情人節響屯門」蘇春梅演唱會、舞台劇《色戒》、音樂劇《約定香奈兒》等，擔任服裝及造型設計師。另一方面，他曾擔任香港化妝學院「Beauty Tech」化妝課程形象導師、選美活動評審、香港貿易發展局成衣業諮詢委員會委員、香港康樂及文化事務署博物館設計專家顧問以及香港中文大學服裝設計系顧問。現時不時參與公開設計評審活動。另外還自1992年起於香港貿易發展局、中國多個城市、法國、加拿大、台灣、美國、南韓等地舉辦的時裝表演及展覽等。

### 其他資料
馬偉明的洋名本為「William」，因他覺得名字俗氣，所以很少使用。及至入讀香港浸會學院時，一位教授速記的老師為他取名「Walter」，令他覺得與其英文全稱「Ma Wai Ming」很搭配，自此沿用「Walter」至今。
此外，馬偉明本身不善理財，因此引起錢債官非。2014年，他遭業主入稟香港高等法院，追討欠下威靈頓街174-178號地下A鋪逾8萬元的租金及要求收回鋪位。2016年又被環球信貸集團入稟香港高等法院，追討借下的260萬元款項，並被要求交出尖沙咀漆咸道南87至105號百利商業中心一個地舖單位。
還有，青年設計師黃梓維曾是其公司的首席設計師，藝人吳瑞庭則為於1986年至1990年間入職馬偉明公司的員工。

## 個人生活
馬偉明已婚，婚後與妻子育有1名兒子馬俊生。馬俊生同為香港時裝設計師，擁有個人品牌「Quarter Past3hree」。

## 參與節目
- 1975年　青春樂（無綫電視）
- 2013年　ATV亞洲小姐競選25th 亞姐百人（第41集、亞洲電視）
- 2013年　星動亞洲（12月30日、亞洲電視）
- 2015年　千鈞一八（路訊通）
- 2024年　剪裁魔法師（評判、無綫電視）

## 外部連結
- 馬偉明的Facebook專頁
- 馬偉明的Instagram帳戶